# Davide Ghiotto
Davide Ghiotto (* 3. prosince 1993 Altavilla Vicentina, Itálie) je italský rychlobruslař.
Původně se věnoval inline bruslení, v rychlobruslení začal závodit v roce 2012. Na mezinárodní scéně debutoval v roce 2016 na akademickém světovém šampionátu, na podzim 2016 nastoupil do prvních závodů Světového poháru. Na Mistrovství světa na jednotlivých tratích 2017 obsadil v závodě na 10 km pátou příčku. Zúčastnil se Zimních olympijských her 2018 (5000 m – 19. místo, 10 000 m – 12. místo). V závodě na 10 km na MS na jednotlivých tratích 2021 byl čtvrtý, na Mistrovství Evropy 2022 získal ve stíhacím závodě družstev bronzovou medaili. Stejný cenný kov vybojoval na trati 10 000 m na Zimních olympijských hrách 2022, kromě toho byl osmý na distanci 5000 m a sedmý ve stíhacím závodě družstev.